# ドゥアルテ・ピオ・デ・ブラガンサ
ドゥアルテ・ピオ・デ・ブラガンサ（ポルトガル語: Duarte Pio de Bragança, 1945年5月15日 - ）は、現在のポルトガル王位請求者。ブラガンサ公。ブラガンサ家家長として、ヴィラ・ヴィソーザ無原罪の御宿り騎士団および聖イザベル騎士団総長。

## 経歴
ブラガンサ公ドゥアルテ・ヌノとその妻マリア・フランシスカ（ブラジル皇子ペドロ・デ・アルカンタラの次女）の間の長男として、スイスのベルンに生まれた。洗礼の代父母は教皇ピウス12世、および、最後のポルトガル王マヌエル2世の母アメリア・デ・オルレアンスであった。
ドゥアルテ・ピオの出生時、ポルトガルは既に1910年より共和制に移行しており、ポルトガル王家は1834年と1910年に出された追放令によって亡命者となっていた。しかし両親は嫡子に形だけでもポルトガル王位継承権を保持させようと、王位継承者はポルトガル国内で出生しなければならないという王位継承法の条件を満たすため、ドゥアルテ・ピオをスイスのポルトガル大使館で出産した。しかし、ポルトガルの君主制支持者のごく一部の間には、この出生の状況に関してドゥアルテ・ピオの王位継承権に問題があるとする議論もある。
1950年5月27日、ポルトガル共和国議会は1834年と1910年に出した王族追放令を撤回した。1951年、伯母のフィリパに付き添われたドゥアルテ・ピオは初めてポルトガルを訪れた。1952年に両親や2人の弟たちと一緒にポルトガルへ移住した。
1957年から1959年にかけて、ドゥアルテ・ピオはサントチルソのヌン・アルヴレス校に在校し、1960年にはリスボンのコレジオ・ミリタールに入学した。さらにその後農業経営学院（現在のリスボン工科大学の一部）に学んで農学の学位を取得し、ジュネーヴ大学にも在籍している。
1968年から1971年にかけてドゥアルテ・ピオは徴兵され、植民地戦争が展開されていたアンゴラでポルトガル空軍のヘリコプター操縦士として軍務に就いた。1972年、ドゥアルテ・ピオはアンゴラの多民族混成の独立組織と関わり、独立組織の作成した独立後の国民議会の議員リストに載せられた。事態を憂慮した首相マルセロ・カエターノの命令で、ドゥアルテ・ピオはアンゴラから呼び戻された。
ドゥアルテ・ピオは、1975年にインドネシアによって占領された、旧ポルトガル植民地の東ティモールの独立運動において、大きな役割を果たした。この問題が世界各国のメディアに取り上げられる以前から、ドゥアルテ・ピオは様々な国や国際的な場で、東ティモールの民族自決が認められるように働きかけを続けた。1997年、ドゥアルテ・ピオはインドネシア副大統領ユスフ・ハビビに対し、東ティモールで独立の是非を問う住民投票を行うことを提案している。1999年にハビビが大統領に就任した後、東ティモールでは住民投票が行われ、独立が実現した。
2006年5月、ポルトガル外相ディオゴ・フレイタス・ド・アマラルは自らの出した公式声明の中で、ドゥアルテ・ピオを「ブラガンサ公」と呼んだ。これを受けて、2006年7月5日に人民君主党党首で国会議員のヌノ・ダ・カマラ・ペレイラは、ドゥアルテ・ピオを王位請求者ならびにブラガンサ公として正式な承認を行うよう、共和国議会議長に求めた。このため2006年7月11日、政府はポルトガル憲法は共和政体を明示していることを公式声明として発表しなければならなかった。
2019年、ポルトガル議会に、ドゥアルテ・ピオに国家の儀礼的代表の地位を与える法律案が提出された 。

## 結婚と子女
1995年5月13日、イザベル・デ・エレディアと結婚式を挙げた。婚礼はリスボンのジェロニモス修道院において、アントニオ・ヒベイロ枢機卿の主宰で執り行われた。結婚式には当時の大統領マリオ・ソアレス、首相アニーバル・カヴァコ・シルヴァを初めとしたポルトガルの主要な政治家たち、そしてヨーロッパの諸王家の代表が出席した。この結婚式と、翌年の長男アフォンソの誕生は、ポルトガル中のメディアで大ニュースとして取り上げられた。
イザベルとの間に2男1女を儲けている。
- アフォンソ（1996年3月25日 - ） ベイラ公、バルセロス公
- マリア・フランシスカ（1997年3月3日 - ）コインブラ女公
- ディニス（1999年11月25日 - ）ポルト公

## 系譜
| ドゥアルテ・ピオ | 父: ブラガンサ公 ドゥアルテ・ヌノ | 祖父: ブラガンサ公 ミゲル2世 | 曾祖父: ポルトガル国王ミゲル1世                |
| ドゥアルテ・ピオ | 父: ブラガンサ公 ドゥアルテ・ヌノ | 祖父: ブラガンサ公 ミゲル2世 | 曾祖母: アデライデ                             |
| ドゥアルテ・ピオ | 父: ブラガンサ公 ドゥアルテ・ヌノ | 祖母: マリア・テレザ         | 曾祖父: カール・ハインリヒ                     |
| ドゥアルテ・ピオ | 父: ブラガンサ公 ドゥアルテ・ヌノ | 祖母: マリア・テレザ         | 曾祖母: リヒテンシュタイン公女ゾフィ―          |
| ドゥアルテ・ピオ | 母: マリア・フランシスカ          | 祖父: グラン＝パラ公ペドロ   | 曾祖父: ウー伯ガスタン                         |
| ドゥアルテ・ピオ | 母: マリア・フランシスカ          | 祖父: グラン＝パラ公ペドロ   | 曾祖母: ブラジル皇女イザベル                   |
| ドゥアルテ・ピオ | 母: マリア・フランシスカ          | 祖母: エリーザベト           | 曾祖父: ドブルゼンスキー伯ヨハン・ヴェンツキー |
| ドゥアルテ・ピオ | 母: マリア・フランシスカ          | 祖母: エリーザベト           | 曾祖母: コツリンスキー男爵令嬢エリーザベト     |

## 栄典

オーストリア金羊毛騎士団員としての紋章

### ブラガンサ家
- ヴィラ・ヴィソーザ無原罪の御宿り騎士団（英語版）
- 聖イザベル騎士団（英語版）
- Sovereign and Grand Master of the Royal Equestrian and Military en:Order of Saint Michael of the Wing
- Sovereign and Grand Master of the en:Order of Merit of the Portuguese Royal House

### その他
- 金羊毛騎士団 (オーストリア支流)
- Knight Grand Cross with Collar of the 聖ヤヌアリウス騎士団（英語版）（両シチリア王家カストロ系）
- Bailiff Knight Grand Cross with Collar of Justice of the en:Sacred Military Constantinian Order of Saint George（両シチリア王家カラブリア系）
- Knight Grand Cross of the en:Order of Karađorđe's Star
- Grand Cordon of the en:Royal and Hashemite Order of the Pearl
- Grand Collar of the en:Order of Timor-Leste
- Bailiff Grand Cross of Honour and Devotion of the en:Sovereign Military Order of Malta
- Knight Grand Cross of the en:Order of the Holy Sepulchre
- 聖アンドレイ勲章（ロシア語版）（2019年 - ）[2][3]